# Đinh Thìn
Đinh Thìn (1939 – 2000), tên khai sinh là Đinh Văn Thìn  là một nghệ sĩ âm nhạc cổ truyền người Việt Nam. Ông được biết đến nhiều với nghệ thuật trình diễn sáo trúc, từng giới thiệu nghệ thuật sáo trúc Việt Nam biểu diễn ở 30 nước trên thế giới.

## Thân thế sự nghiệp
Ông sinh năm 1939, quê ở xã Thanh Hưng, huyện Thanh Chương, tỉnh Nghệ An. Ông ngoại của ông từng là đội trưởng đội bát âm của làng. Chịu ảnh hưởng này, từ năm 10 tuổi, ông đã biết thổi sáo.
Năm 1954, ông được tuyển vào Đoàn nghệ thuật Liên khu IV do nhạc sĩ Nguyễn Văn Thương làm trưởng đoàn và được nhạc sĩ Nguyễn Văn Thương phát hiện tài năng dù ngoại hình của ông có phần thất lợi với nước da đen, đầu tóc dính đầy bùn với cái sẹo to, mặt lấm tấm mụn, với quan điểm: "Ta chọn kỹ năng chứ không chọn hình thức".
Khi tham gia đoàn chèo Trung ương, ông may mắn được cụ Ngô Văn Ly truyền nghề. Ông biểu diễn được rất nhiều loai nhạc cụ như sáo trúc, đàn bầu, đàn nguyệt. Đặc biệt, nghệ thuật trình diễn sáo trúc của ông được xem như vẽ nên bao bức tranh quê hương Việt Nam đậm nét khắc sâu trong lòng hàng triệu công chúng âm nhạc ở Việt Nam và trên toàn thế giới. Ông tham gia biểu diễn ở 30 nước trên thế giới; với sự trình diễn điêu luyện, tinh tế và đầy sức thuyết phục, đã góp phần không nhỏ vào việc nâng cao vị trí của sáo trúc Việt Nam.
Năm 1981, ông đạt Huy chương Vàng Hội diễn ca múa nhạc toàn quốc với phần biểu diễn Nhớ về nam (Lý hoài nam).
Nhiều sáng tác của ông cho đến nay vẫn được Đài tiếng nói Việt Nam phát lại, có một số bài được đặt làm nhạc hiệu chương trình như bài Trăng sáng quê tôi.
Các giải thưởng: Giải Nhì sáng tác Hội Nhạc sĩ Việt Nam năm 1980, Giải độc tấu sáo UNESCO năm 1980 và 1985, Huy chương Kháng chiến chống Mỹ cứu nước, Huy chương Chiến sĩ Văn hóa, Huân chương Hoàng hậu Campuchia.
Do những đóng góp cho nghệ thuật âm nhạc cổ truyền, ông được nhà nước Việt Nam phong tặng danh hiệu Nghệ sĩ Ưu tú năm 1984.
Ông mất ngày 8 tháng 5 năm 2000.

## Tác phẩm
Đinh Thìn quan niệm rằng:
"Cũng như các bộ môn nghệ thuật dân tộc khác, âm nhạc dân tộc là nền móng mà từ đó người ta xây dựng nên ngôi nhà âm nhạc đương đại. Nền móng có vững chắc mới có thể trổ ra những kiểu cách đẹp đẽ, tiện dụng và thanh cao."
Ông không chỉ là một nghệ sĩ biểu diễn nổi tiếng mà còn sáng tác nhiều tác phẩm nổi tiếng cho nhạc cụ dân tộc, như:
- Trăng sáng quê tôi (1963)
- Đường về quê Bác
- Tiếng vọng quê hương
- Trên đường chiến thắng (1968)
- Tiếng gọi mùa xuân (1968)
- Hẹn hò (1972)
- Chim Poong-kle
- Tre xanh
- Cội nguồn,...

Ngoài ra ông còn sáng tác bài: Hát về đất nước tôi (1980).